# Хауард (Канзас)
Хауард (енгл. Howard) град је у америчкој савезној држави Канзас.

## Демографија
По попису из 2010. године број становника је 687, што је 121 (-15,0%) становника мање него 2000. године.
| Група             | 2000.       | 2010.       |
| Белци             | 757 (93,7%) | 635 (92,4%) |
| Афроамериканци    | 2 (0,2%)    | 0 (0,0%)    |
| Азијати           | 5 (0,6%)    | 3 (0,4%)    |
| Хиспаноамериканци | 16 (2,0%)   | 28 (4,1%)   |
| Укупно            | 808         | 687         |